# اشتفانی ورمایر
اشتفانی ورمایر (آلمانی: Stefani Werremeier؛ زادهٔ ۱۷ اکتبر ۱۹۶۸) قایقران روئینگ اهل آلمان است.